# بيغ جيم سوليفان
بيغ جيم سوليفان (بالإنجليزية: Big Jim Sullivan)‏ هو عازف قيثارة بريطاني، ولد في 14 فبراير 1941 في أوكسبريدج في المملكة المتحدة، وتوفي في 2 أكتوبر 2012 في Billingshurst ‏ في المملكة المتحدة.

## وصلات خارجية
- بيغ جيم سوليفان على موقع IMDb (الإنجليزية)
- بيغ جيم سوليفان على موقع ميوزك برينز (الإنجليزية)
- بيغ جيم سوليفان على موقع ديسكوغز (الإنجليزية)